# Lunin mrk marca 2007
Popolni Lunin mrk je bil 3. marca 2007 viden iz Evrope, Afrike, Azije in Grenlandije, delni pa v celotni Ameriki in Avstraliji. V Sloveniji se je pričel ob 21.18, vrhunec je potekal med 23.44 in 23.58, končal pa se je ob 3. zjutraj.
Posebnost tega Luninega mrka je bil rdečkast sij, ki jo je povzročilo lomljenje sončne svetlobe ob Zemljino atmosfero.
Naslednji popolni Lunin mrk, ki bo viden tudi v Evropi, bo 28. avgusta 2015.